# Frankie Avalon

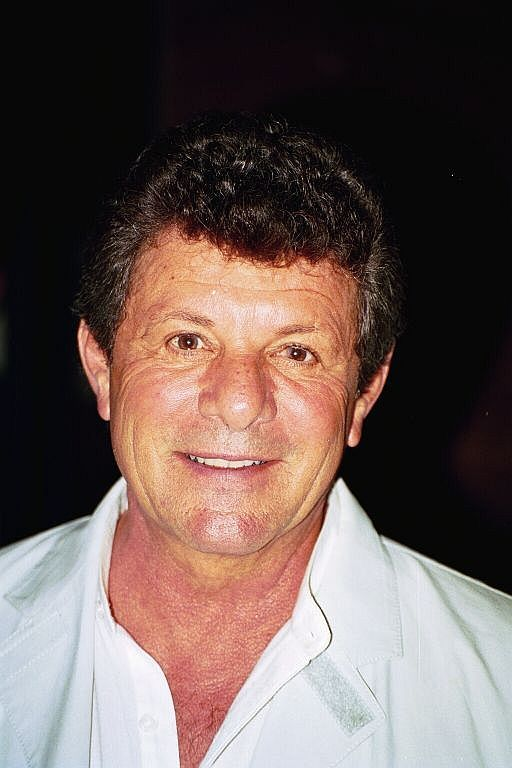
Frankie Avalon (2018)

Frankie Avalon (* 18. September 1940 als Francis Thomas Avallone in Philadelphia, Pennsylvania) ist ein US-amerikanischer Popsänger und Schauspieler. Er landete in den USA 31 Charthits in den späten 1950er- und frühen 1960er-Jahren, darunter zwei Nummer-eins-Hits, und gilt als Teenager-Idol dieser Zeit.

## Karriere

### Als Sänger
Frankie Avalon war einer der ersten und erfolgreichsten Teenageridole aus der Region Philadelphia, die viele weitere namhafte Popmusiker, z. B. Al Martino, hervorgebracht hat. Angeregt durch das Trompetenspiel seines Vaters, fing er schon früh an, sich mit Musik zu beschäftigen. Im „CR Club“ in Philadelphia, wo Eltern die Möglichkeit geboten wurde, ihre Kinder auftreten zu lassen, präsentierte Frankie erstmals sein musikalisches Können mit Trompetensoli, es folgten Auftritte in lokalen Talentshows, und er gewann einen Amateurwettbewerb. Über einen Talentsucher gelangte er schließlich 1952 in die landesweit ausgestrahlte Jackie Gleason Fernsehshow von CBS. 1954 veröffentlichte das RAC-eigene Plattenlabel “X” mit dem elfjährigen Frankie Avalon zwei Singles mit Trompetensoli. Zu dieser Zeit wurde er auch Mitglied der Musikgruppe „Rocco and the Saints“, die sich an vielen lokalen Veranstaltungen beteiligte und in Jugendclubs auftrat. Eines der Mitglieder war auch Bobby Rydell.
1957 wurde in Philadelphia die Plattenfirma Chancellor Records gegründet. Einer der Inhaber kannte Frankie Avalon und verhalf ihm zu einem Plattenvertrag bei der neuen Firma. Die erste im Juni 1957 veröffentlichte Single erregte lediglich in Frankies Heimatstadt Aufmerksamkeit. Erst mit dem Titel De De Dinah seiner dritten Chancellor-Single, die im Dezember 1957 herausgebracht wurde, erreichte Avalon den Durchbruch, der Titel wurde zu einem Millionenerfolg.

Deutsche Pressung der Single Venus (1959)

Bei seinen ersten Aufnahmen wurde Avalon lediglich von seiner Band „Rocco and the Saints“ oder anderen Studiomusikern begleitet. Für den Titel Venus stellte ihm der Produzent Marcucci ein großes Orchester und einen Chor zur Seite, und der Titel wurde im Frühjahr 1959 Avalons erster Nummer-1-Hit. Ein halbes Jahr später konnte er sich mit Why erneut an die Spitze der US-Charts setzen. Bis 1962 waren fast alle seine Singles in den Bestenlisten vertreten. Insgesamt erreichte er ca. 30 Mal die Hot 100 des US-Musikmagazins Billboard. Mit Venus und Why konnte er sich auch in ausländischen Hitlisten platzieren. 
Auch infolge der British Invasion verringerte sich das Interesse an dem inzwischen 23-Jährigen, dessen Musik immer gezielt auf das Teenagerpublikum zugeschnitten war. Nachdem Avalon bei Chancellor 28 Singles und zehn Langspielplatten veröffentlicht hatte, wechselte er 1963 die Plattenfirma und wechselte zu United Artists Records (einem Tochterunternehmen des Filmstudios United Artists). Dort kehrte er aber nicht mehr groß in die Charts zurück, wie danach auch bei einer Reihe von anderen Firmen. Lediglich durch seine Disco-Version von Venus, mit der er seinen 31. und letzten Charthit in den Hot 100 hatte, erregte er 1976 noch einmal Aufmerksamkeit auf dem Plattenmarkt. Seine letzte Single You’re the Miracle erschien 1983 bei dem CBS-Sublabel Bobcat.
Seit den 1980ern tourte er erfolgreich mit seinen alten Sängerkollegen Bobby Rydell und Fabian in einer gemeinsamen Show als „Golden Boys“. Bis in die Gegenwart (Stand 2024) steht Avalon regelmäßig auf Bühnen in den Vereinigten Staaten.

### Als Schauspieler
Nachdem er bereits 1957 einen ersten Filmauftritt hatte, wandte sich Avalon in den 1960er Jahren verstärkt dem Filmgeschäft zu. In dem John-Wayne-Western Alamo hatte er 1960 eine Nebenrolle, wo er auch den Titel Ballad of the Alamo singt. 1962 agierte er in dem mit einer Reihe anderer damaliger Teenie-Stars in dem mit internationalen Filmgrößen gespickten Kriegsfilm Der längste Tag. Eine seiner ersten tragenden Filmrollen hatte er 1963 in dem Film Drums of Africa.
Ebenfalls 1963 spielte Avalon in der Strandkomödie Beach Party, die sich als sehr erfolgreich an den damaligen Kinokassen erwies und eine ganze Filmreihe nach sich zog. Während seine Charterfolge in dieser Zeit nachließen, blieb er in der Folgezeit als männlicher Hauptdarsteller dieser bei American International Pictures produzierten Filmreihe präsent. Es handelte sich um auf die jugendliche Zielgruppe zugeschnittene, meist an Stränden spielende Gute-Laune-Komödien mit recht belanglosen Handlungen. Seine Filmpartnerin war dabei in der Regel Annette Funicello. Avalon wurde der Festlegung auf die sogenannten „beach party films“ (dt.: Strandpartyfilme) bald müde, und nach 1965 drehte er keine weiteren mehr.
In der Folgezeit hatte Avalon als Schauspieler Auftritte in Filmen wie Otto Premingers Skidoo (1968) sowie Gastauftritte in einigen Fernsehserien, allerdings erlahmte auch seine Filmkarriere in den 1970ern. Im Jahr 1978 übernahm er in dem Filmmusical Grease einen markanten Kurzauftritt als „Teen Angel“, der in einer Traumsequenz das Lied Beauty School Dropout singt. Laut Avalon brachten ihm die Royaltys aus dem sehr erfolgreichen Grease-Album, auf dem er mit Beauty School Dropout vertreten war, ein Vermögen.
1990 übernahm Avalon eine kleine Gastrolle in der Sitcom Full House. In dem Film Casino von Martin Scorsese aus dem Jahr 1995 hat Avalon einen kleinen Cameo-Auftritt, in dem er sich selbst spielte. Weitere Cameo-Auftritte hatte er 1994 in dem Film Chicks von James Melkonian und 2001 in der Serie Sabrina – Total Verhext!.

### Weiteres und Privates
Wohlhabend wurde Avalon auch als Inhaber von Frankie Avalon Products, einer Firma, die Heilmittel und Kosmetikprodukte vertreibt.
Avalon ist seit 1963 mit Kathryn Utices Deibel verheiratet und hat mit ihr acht Kinder.

## Diskografie
Studioalben

| Jahr | Titel                 | Höchstplatzierung, Gesamtwochen, AuszeichnungChartsChartplatzierungen (Jahr, Titel, Platzierungen, Wochen, Auszeichnungen, Anmerkungen) | Anmerkungen |
| Jahr | Titel                 | US | Anmerkungen |
| ---- | --------------------- | --- | ----------- |
| 1959 | Swingin’ on a Rainbow | US9 (14 Wo.)US |             |
| 1961 | A Whole Lotta Frankie | US59 (20 Wo.)US |             |

## Filmografie (Auswahl)
- 1957: Jamboree
- 1960: Alakazam the Great
- 1960: Er kam, sah und siegte (Guns of the Timberland)
- 1960: Alamo (The Alamo)
- 1961: Unternehmen Feuergürtel (Voyage to the Bottom of the Sea)
- 1961: Ganoven gehen an Bord (Sail a Crooked Ship)
- 1962: Der längste Tag (The Longest Day)
- 1962: Panik im Jahre Null (Panic in Year Zero!)
- 1963: Sprengkommando Ledernacken (Operation Bikini)
- 1963: Die Kastilier (El valle de las espadas)
- 1963: Sklavenjäger (Drums of Africa)
- 1963: Beach Party (Beach Party)
- 1964: Muscle Beach Party (Muscle Beach Party)
- 1964: Bikini Beach (Bikini Beach)
- 1964: Pyjama-Party (Pajama Party)
- 1965: Surf Beach Party (Beach Blanket Bingo)
- 1965: Schweden – Nur der Liebe wegen (I’ll Take Sweden)
- 1965: Ski Party (Ski Party)
- 1965: How to Stuff a Wild Bikini
- 1965: Sergeant Deadhead
- 1965: Dr. Goldfoot und seine Bikini-Maschine (Dr. Goldfoot and the Bikini Machine)
- 1966: Morgen holt euch der Teufel (Fireball 500)
- 1967: Sumuru – Die Tochter des Satans (The Million Eyes of Sumuru)
- 1968: Skidoo
- 1969: Gänsehaut (The Haunted House of Horror)
- 1974: The Take
- 1978: Grease
- 1978: Love Boat (Fernsehserie, Folge: 11x21 Die falschen Französinnen)
- 1982: Blood Song (Blood Song)
- 1987: High-Life am Strand (Back to the Beach)
- 1989: Die Wilde von Beverly Hills (Troop Beverly Hills)
- 1992: Twist (Twist)
- 1994: Chicks – Total bekifft und wild auf Girls (The Stoned Age)
- 1995: Casino
- 2001: Sabrina – Total Verhext! (Fernsehserie, Folge Beach Blanket Bizarro)
- 2007: Charlie Gracie Fabulous (Doku)
- 2007: Mr. Warmth: The Don Rickles Project (Doku)
- 2008: The Wages of Spin (Doku)
- 2018: Papa